# Klaus Solka
Klaus Solka (* 4. Januar 1942) ist ein deutscher Tischtennisspieler. Er nahm an der Weltmeisterschaft 1969 teil.
Solka begann seine Karriere bei den Sportfreunden Katernberg. 1960 wechselte er zu SV Moltkeplatz Essen. Mit deren Herrenmannschaft wurde er viermal deutscher Vizemeister und 1967/68 Deutscher Pokalsieger. Ab 1966 spielte er in der neu gegründeten Bundesliga. 1970 schloss er sich dem TuS Nachrodt-Obstfeld (später TTG Nachrodt-Altena) an, mit dem er 1972/73 die deutsche Mannschaftsmeisterschaft gewann. 1974 ging er zum niederländischen Verein HIA PANELS Apeldoorn, mit dem er den Aufstieg in die erste Division schaffte. 1974 kehrte er wieder zu SV Moltkeplatz Essen zurück. Später war er bei MTG Horst-Essen, ASV Wuppertal (bis 1981) und Ruwa Dellwig (ab 1981) aktiv. In der Saison 2009/2010 spielte er beim Post SV Oberhausen und wechselte bereits nach einer Spielzeit zum Landesligisten DJK Eintracht Borbeck.
Solka kam zweimal in der Nationalmannschaft zum Einsatz, erstmals im Dezember 1963 im Länderspiel gegen Österreich, wo er unbesiegt blieb. Im Dezember 1968 war er am 6:1-Sieg Deutschlands im Europaligaspiel gegen die Niederlande beteiligt.  Bei der Weltmeisterschaft 1969 in München wurde er für die Individualwettbewerbe nominiert. Hier kam er im Einzel unter in die Runde der letzten 32.
Solka arbeitete als Kommunalbeamter. Er ist verheiratet mit Marion Schlerth, einer Tochter von Gerda Schlerth.

## Turnierergebnisse
| Verband | Veranstaltung     | Jahr | Ort     | Land | Einzel    | Doppel | Mixed | Team |
| ------- | ----------------- | ---- | ------- | ---- | --------- | ------ | ----- | ---- |
| FRG     | Weltmeisterschaft | 1969 | München | FRG  | letzte 32 | Qual   | Qual  |      |